# Fort Leonard Wood (Misuri)
Fort Leonard Wood, una base militar del ejército de los Estados Unidos (EE. UU.) es un lugar designado por el censo ubicado en el condado de Pulaski en el estado estadounidense de Misuri. En el Censo de 2010 tenía una población de 15061 habitantes y una densidad poblacional de 60,11 personas por km².

## Geografía
Fort Leonard Wood, una base militar del ejército de los Estados Unidos (EE. UU.) se encuentra ubicado en las coordenadas 37°42′20″N 92°9′28″O / 37.70556, -92.15778. Según la Oficina del Censo de los Estados Unidos, Fort Leonard Wood tiene una superficie total de 250,54 km², de la cual 249,1 km² corresponden a tierra firme y (0,57%) 1,44 km² es agua.  Esta base militar es donde entrenan tropas de unidades policía militar e ingenieros.

## Demografía
Según el censo de 2010, había 15 061 personas residiendo en Fort Leonard Wood. La densidad de población era de 60,11 hab./km². De los 15061 habitantes, Fort Leonard Wood estaba compuesto por el 70,56% blancos, el 16.51% eran afroamericanos, el 1,04% eran amerindios, el 2,56% eran asiáticos, el 0,74% eran isleños del Pacífico, el 3,83% eran de otras razas y el 4,76% pertenecían a dos o más razas. Del total de la población el 14,61% eran hispanos o latinos de cualquier raza.